# Sd.Kfz. 13

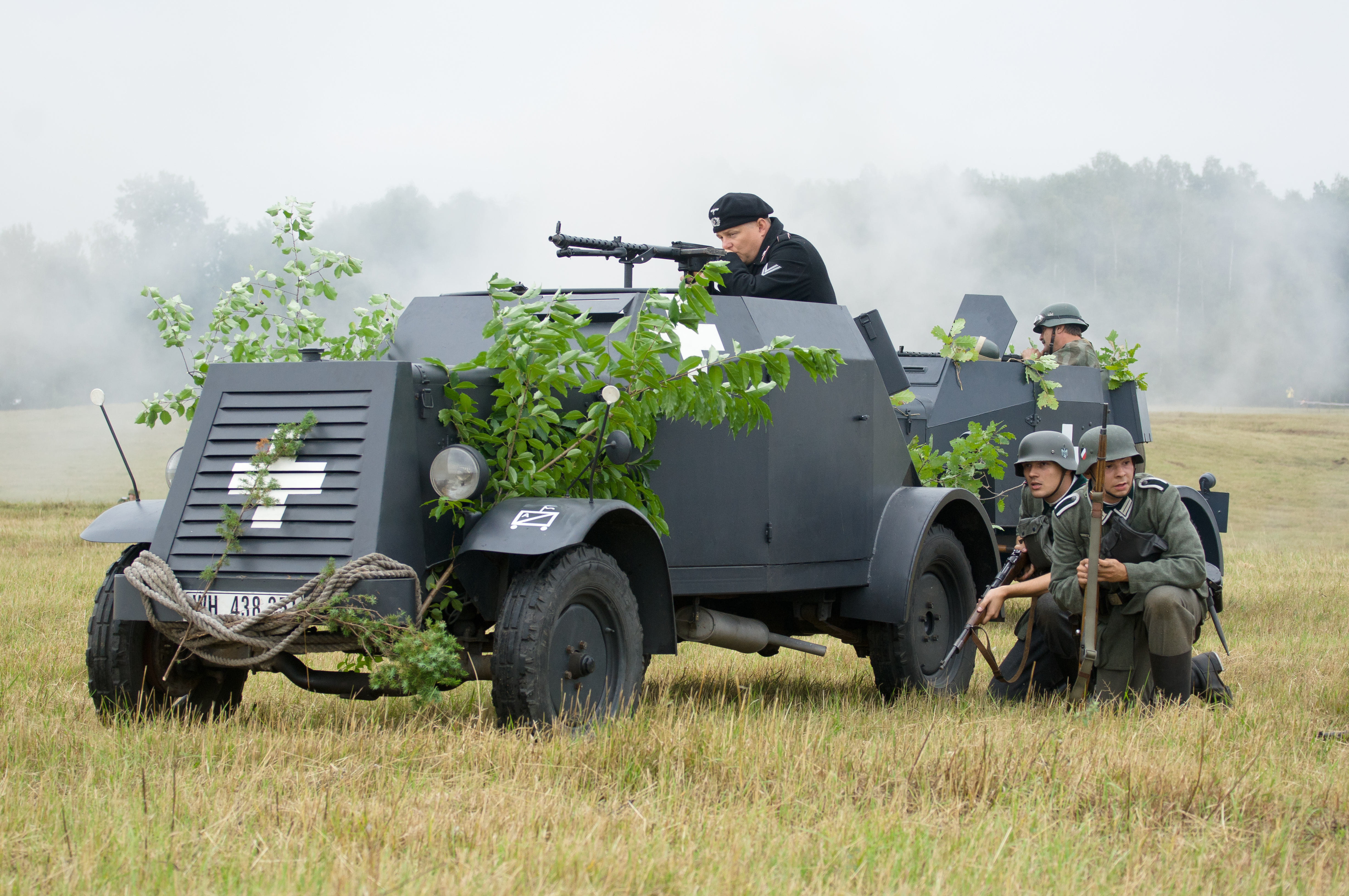
Бронеавтомобиль Sd.Kfz. 13 во время V реконструкции битвы под Млавой, 2012

Maschinengewehrkraftwagen Kfz. 13 — германский лёгкий бронеавтомобиль 1930-х годов. Первый бронеавтомобиль Германии созданный в 1930-е годы. Разработан на шасси легкового автомобиля Adler 3Gd. в 1932 году для разведки и сопровождения кавалерии и производился серийно в 1933—1935 годах. Из-за примитивности конструкции Kfz. 13 большой популярностью в войсках не пользовались, но тем не менее, несмотря на устарелость, оставались в боевых частях до 1941 года, после чего использовались в качестве учебных.

## Производство
Sd.Kfz. 13 и Sd.Kfz. 14 выпускались на заводах фирмы «Даймлер-Бенц» с весны 1933 до августа 1935 года. Общий выпуск составил 116 Kfz. 13 и 30 Kfz. 14, из которых 102 Kfz. 13 и 26 Kfz. 14 были построены на шасси «Адлер», а 14 и 4, соответственно, построены на шасси «Даймлер-Бенц» . 

## Описание конструкции
Kfz. 13 производился на шасси двух легковых автомобилей, Daimler-Benz Personenwagen-Fahrgestell 10/50 PS и Adler Personenwagen-Fahrgestell 12/55 PS. По другим данным на шасси легкового автомобиля Adler 3Gd . Оба варианта незначительно различались размерами и двигательной установкой.
Открытый сверху корпус бронеавтомобиля изготавливался при помощи сварки из 8-мм вертикальных броневых листов и 5-мм днища. В середине корпуса 7,92-мм пулемёт MG-13, прикрытый небольшим броневым щитком. Экипаж состоял из двух человек: водителя и стрелка-командира.
Kfz. 13 с рядным 6-цилиндровым карбюраторным двигателем жидкостного охлаждения мощностью 60 л. с. производства фирм «Даймлер-Бенц» или «Адлер». Коробка передач четырёхступенчатая, ведущие колёса — передние.

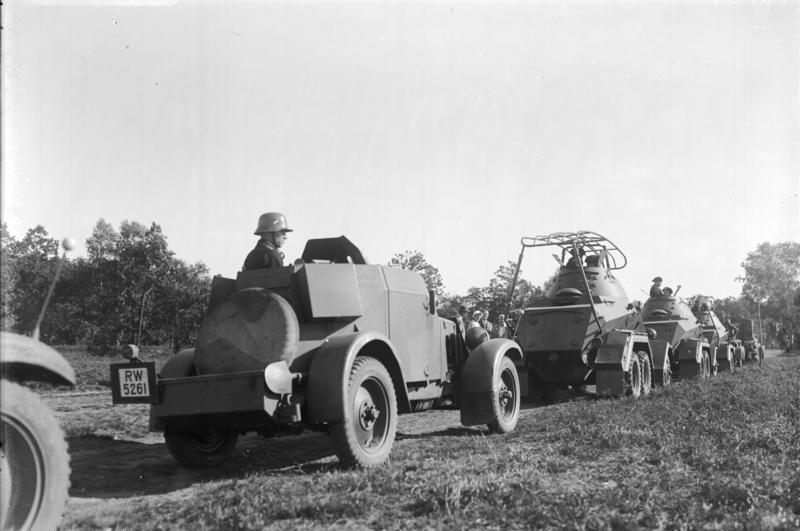

## Модификации
Funkkraftwagen Kfz. 14 — связной вариант. На месте пулемётной установки устанавливалась радиостанция Fu 9 SE 5 мощностью 5 Вт со складной рамочной антенной, обеспечивавшая голосовую связь на расстояние 6—8 км с места и 3—4 км на ходу и телеграфную на расстояние 30 км с места и 20 км на ходу. Экипаж — 3 человека. Произведено 30 экземпляров.

## Эксплуатация и боевое применение
В сентябре 1936 года 56 Kfz.13 и 26 Kfz.14 находились в кавалерийских полках, а 58 Kfz.13 — в девяти разведывательных отрядах. До 1937 года эти бронеавтомобили, получившие в войсках презрительную кличку «корыто» (нем. Badewanne), состояли на вооружении пулеметных рот кавалерийских полков, а также разведывательных подразделений. Штатно взвод бронеавтомобилей включал 2 Kfz.13 и 1 Kfz.14.
Из-за примитивности конструкции и недостаточной защищённости Kfz.13 не пользовался особой популярностью в войсках. К 1938 году они были в основном заменены более современными Sd.Kfz. 221.
Несмотря на то, что к началу Второй мировой войны бронеавтомобили Kfz.13 безнадежно устарели, они тем не менее ограниченно использовались в Польской кампании в 1939 году, при вторжении во Францию и Нидерланды, и даже в начале операции «Барбаросса». Их имели 30 пехотных дивизий 1-й и 2-й волны — в общей сложности 60 Kfz.13 и 30 Kfz.14. В последующем изъятые из боевых частей немногочисленные уцелевшие машины применялись в качестве учебных.